# Jacqueline Castel
Jacqueline Castel és una cineasta francesa i canadenca nascuda als Estats Units directora de cinema, guionista i comissària amb seu a la ciutat de Nova York. La seva pel·lícula de debut, My Animal, protagonitzada per Bobbi Salvör Menuez i Amandla Stenberg, es va estrenar mundialment al Festival de Cinema de Sundance el 2023 i es va estrenar als cinemes per Paramount.
Castel ha escrit i dirigit autors consolidats com John Carpenter i Jim Jarmusch, i ha col·laborat amb David Lynch. És la directora interna del segell discogràfic Sacred Bones Records, i ha dirigit vídeos musicals per a Alan Vega, Zola Jesus, The Soft Moon, i Pharmakon.

## Primers anys
Castel es va traslladar a la ciutat de Nova York per assistir a la NYU Film School i va treballar a Kim's Video and Music a l'East Village. Va conèixer al fundador de Sacred Bones Records Caleb Braaten mentre presentava un programa a WNYU Radio, i va començar a dirigir vídeos musicals per al segell.

## Carrera
El 2011, la revista Fader va nomenar Castel com a "Director de vídeo a veure," pel seu treball de vídeo musical. El 2012, va estrenar el primer curtmetratge Twelve Dark Noons com a primera pel·lícula amb l'empremta Sacred Bones, que es va estrenar a South by Southwest. El seu curt documental de 2014 13 Torches For A Burn es va centrar en l'escena musical underground danesa contemporània i va destacar la banda de punk Iceage. El curtmetratge de Castel The Puppet Man es va estrenar mundialment al Festival de Cinema de Sundance el 2016 i va comptar amb el debut com a actriu de la model Crystal Renn.
El 2016, Castel va començar a treballar com a directora al llargmetratge documental A Message from the Temple, sobre Thee Temple Ov Psychick Youth, amb la cantant experimental i artista de performance anglesa Genesis P-Orridge.Castel va presentar metratge de la pel·lícula en curs el 2020 a l'Anthology Film Archives i el 2022 a "Breyer P-Orridge: We Are But One" a Pioneer Works, , la primera retrospectiva pòstuma de l'obra de l'artista.
El 2017 va coescriure un thriller eròtic amb Sasha Grey.
El 2018 Castel va col·laborar amb David Lynch en el curtmetratge "Curtains Up", una adaptació del seu llibre Catching the Big Fish sobre meditació transcendental. Es va estrenar al Lynch's Festival of Disruption.
L'any 2020, Castel va dirigir el curt documental "The Mother Stone", un retrat de l'actor i músic Caleb Landry Jones. In 2021, El 2021, va llançar el curt "A Slice of a Dream", amb Jones i la seva parella, l'artista Katya Zvereva.
L'any 2023, va dirigir el terror romàntic My Animal, a partir d'un guió escrit per Jae Matthews del grup electrònic Boy Harsher.

## Vida personal
Castel és néta del professor de dret francès i canadenc Jean-Gabriel Castel. És la parella de l'escriptor i historiador Mitch Horowitz.

## Vídeos musicals
Castel ha dirigit el següent:
- Alan Vega - "Nike Soldier"[11]
- Blank Dogs - "Setting Fire To Your House"[33]
- Caleb Landry Jones - "The Loon"[34]
- Gary War - "Highspeed Drift"[35]
- Getting The Fear - "Against the Wind"[36]
- Jim Jarmusch & Jozef van Wissem - "Etimasia"[9]
- Moon Duo - "Killing Time"[37]
- Naked on the Vague - "Clock of 12's"[38]
- Pharmakon - "Bestial Burden"[39]
- Pharmakon - "Devour"[40]
- Pop. 1280 - "Bodies In The Dunes"[41]
- Pop. 1280 - "Step Into The Grid"[42]
- The Soft Moon - "Insides"[13]
- Zola Jesus - "Clay Bodies"[43]
- Zola Jesus - "Exhumed"[44]
- Zola Jesus - "Nail"[45]
- Zola Jesus - "Night"[46]
- Zola Jesus - "Sea Talk"[47]
- Zola Jesus - "Seekir"[48]
- Zola Jesus - "Vessel"[49]
- Uniform - "Dispatches From The Gutter"[50]
- U.S. Girls - "Red Ford Radio"[51]